# Église Saint-Pierre de Cherisy
L'église Saint-Pierre est une église catholique située à Cherisy, dans le département français d'Eure-et-Loir, en région Centre-Val de Loire. L’édifice est réalisé entre le XIIIe siècle et le XVe siècle.

## Histoire
L'église de Cherisy est donnée en 981 au chapitre religieux de Dreux par la comtesse Ève. En 1158, le pape Adrien IV confirme la possession de cette église aux chanoines de Saint-Etienne en Drouais.

### L'église actuelle
La nef, du pignon ouest à la base du clocher, est la partie la plus ancienne de l'église actuelle, datant du XIIe siècle. Le portail ouest, entouré de moulures en pierres de taille, date quant à lui de l'époque du XIIe au XIIIe siècle.
Au XVe siècle, la nef fut agrandie en direction de l'est et pratiquement doublée de taille. Le clocher datant du XVIe siècle est une tour carrée de même construction que l'église avec une partie haute en pans de bois. Il s'élève à peu près au milieu de la grande nef, couvert en ardoises en 1933, il se termine par une croix en fer culminant à 23 mètres du sol.
Comme dans bon nombre d’églises du diocèse de Chartres, on ajouta à gauche de la nef un bas-côté pour faire face à l’augmentation de la population. Il se caractérise par une riche décoration de type renaissance.

Lors de l'hiver 1995-1996, de grands travaux ont été entrepris pour rénover l'église. La toiture a été entièrement refaite et les façades extérieures restaurées.

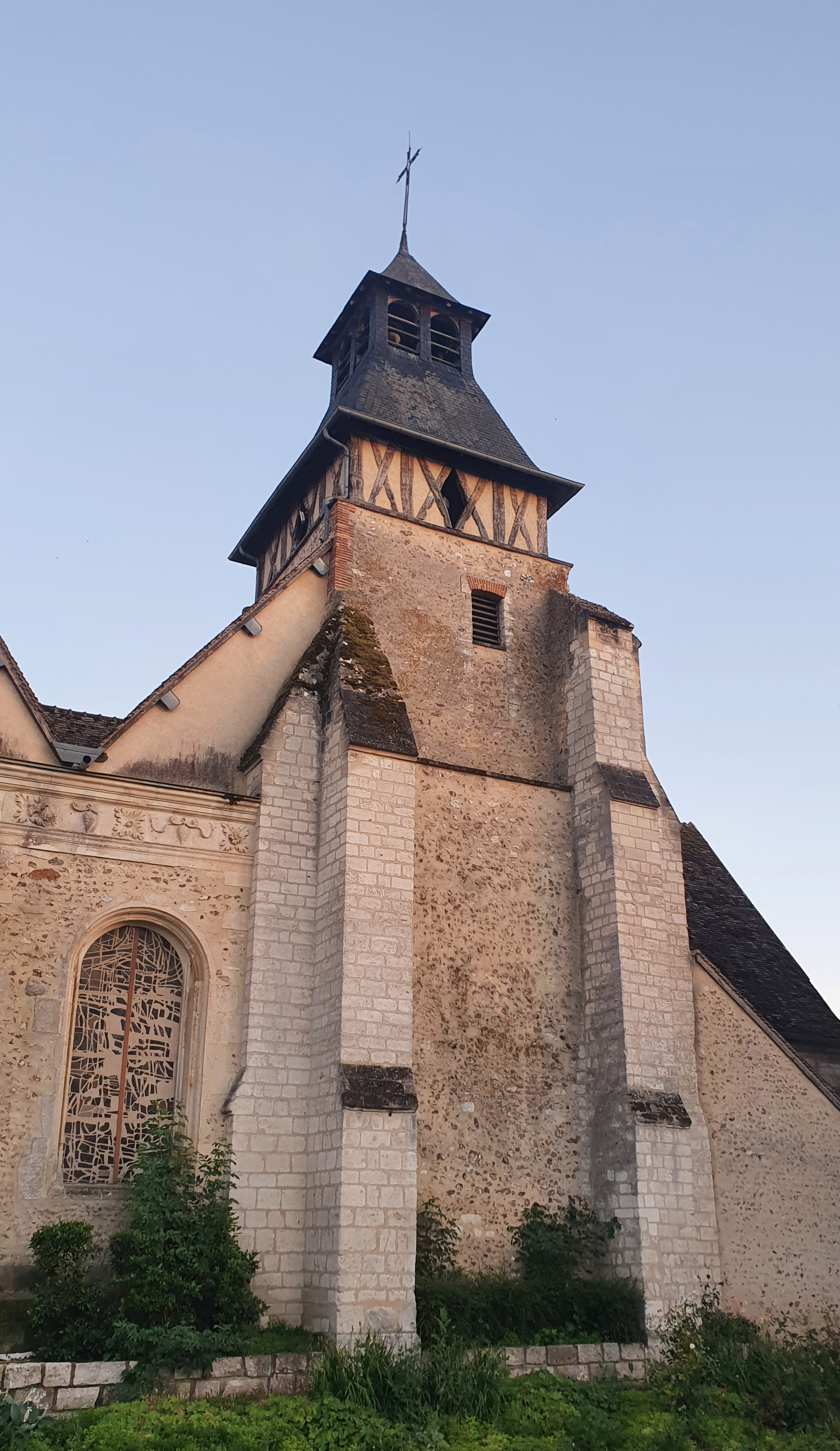
Le clocher, haut de 23 mètres.
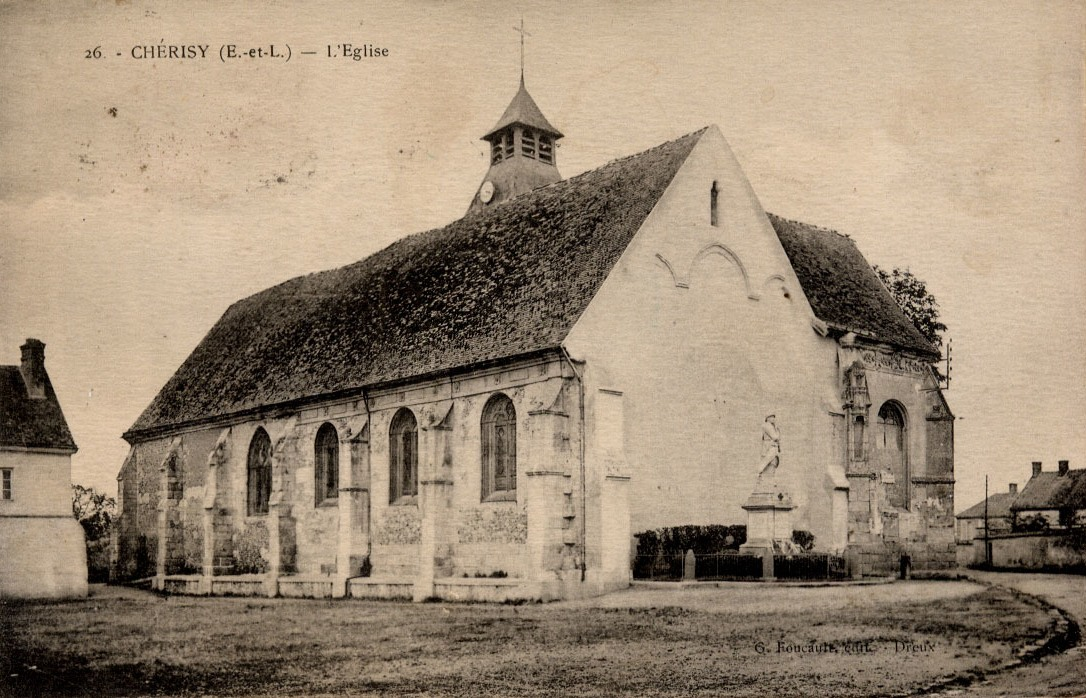
L'église en 1937.
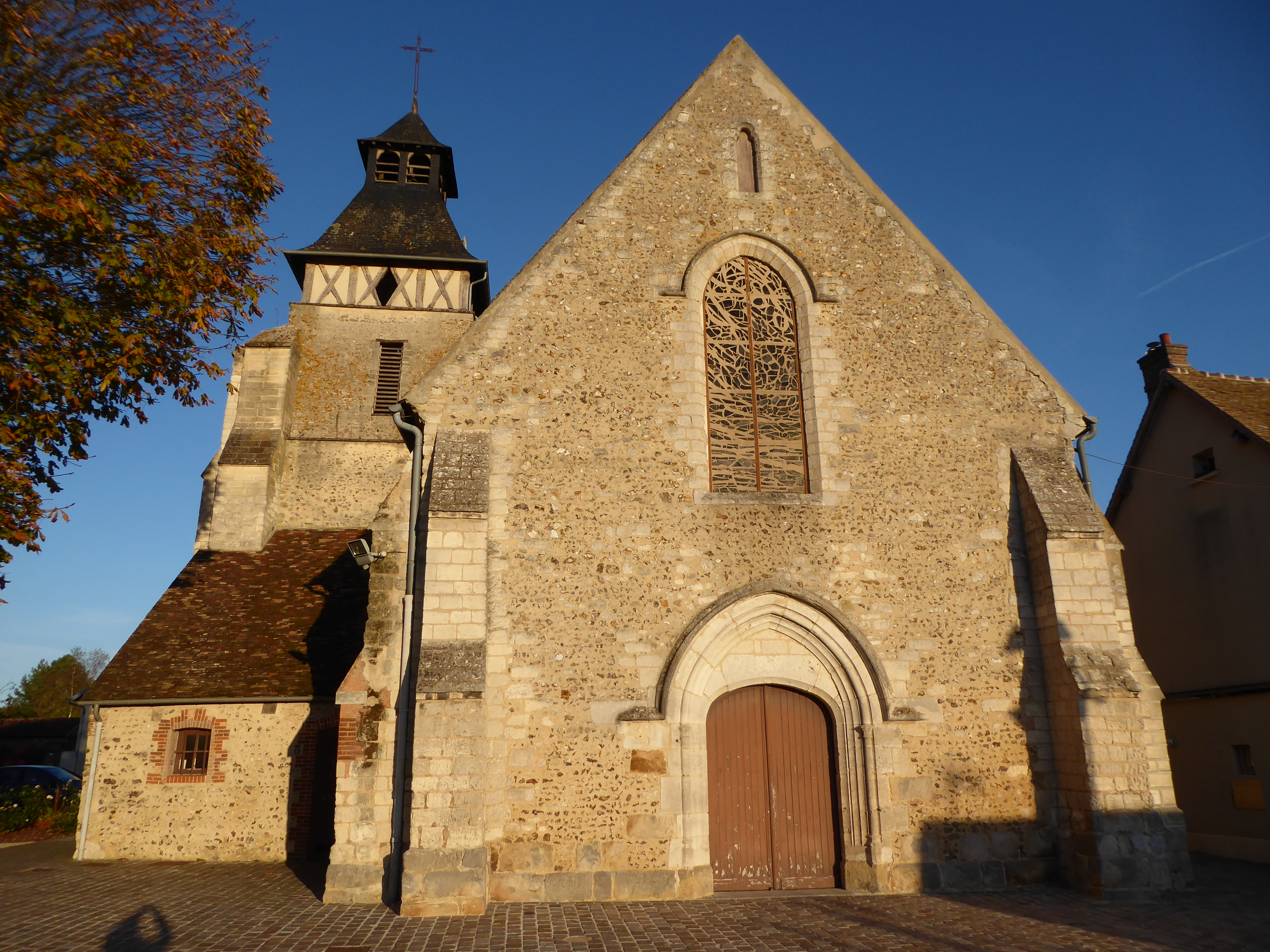
Façade ouest de l'église, là ou s'étendait autrefois le cimetière.

## La cloche Anne
Dans le clocher se trouve l'une des plus anciennes cloches du diocèse de Chartres. Fondue par Jehan Annet de Mantes, en janvier 1614, elle fut nommée Anne et pèse 1 050 kg. Lors de l'armistice de 1918, elle est fêlée par des jeunes désirant célébrer joyeusement l’événement. Elle est donc refondue partiellement en 1920 par Paul Cambon pour la somme de 1 250 francs.
Elle est classée monument historique depuis le 2 juin 1943. Elle est électrifiée en 1965 et sonne aujourd'hui l'angélus ainsi que toutes les heures de 8 h à 21 h.
Le 26 septembre 2012, elle est descendue de son clocher et envoyée en Allemagne pour sa rénovation. Elle est réinstallée en mars 2013.

## Paroisse et doyenné
L'église Saint-Pierre de Cherisy fait partie de la paroisse Saint Étienne en Drouais, relevant du doyenné du Drouais.

## Monument aux morts

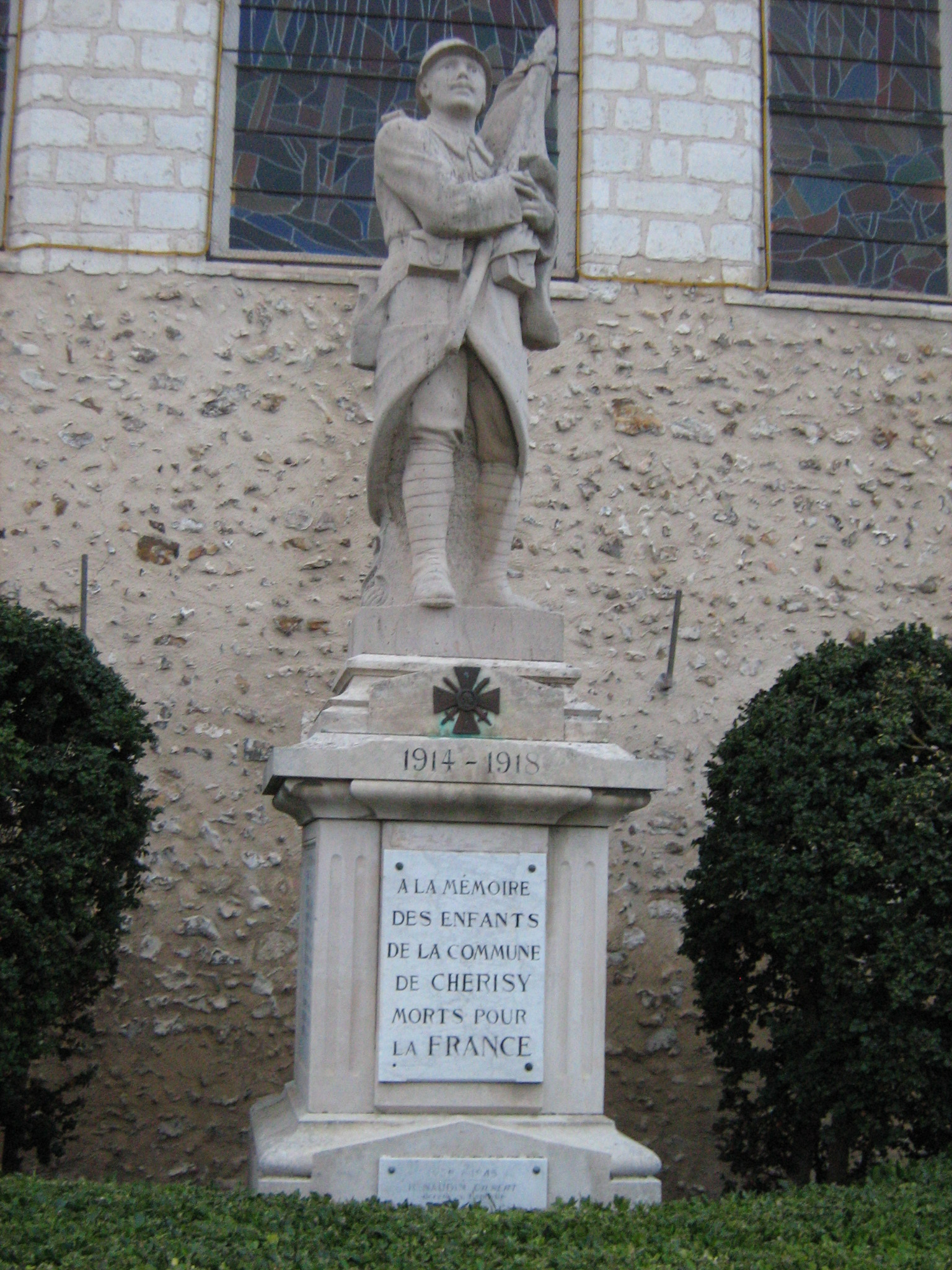
Le monument aux morts.

Un monument aux morts a été élevé après la guerre de 1914-1918, en 1921, derrière le chœur de l’église, il comporte 27 noms, dont 25 pour la Première Guerre mondiale, et 2 pour la guerre de 1939-1945. Sur la plaque centrale on lit la dédicace : « À la mémoire des enfants de la commune de Cherisy morts pour la France ». Plus bas, une plaque a été apposée pour les deux morts de la Seconde Guerre mondiale.